# Barbara Špiler
Barbara Špiler (2 de enero de 1992) es una deportista de Eslovenia que compite en atletismo. Ganó una medalla de plata en el Campeonato Europeo de Atletismo por Equipos de 2019, en la prueba de lanzamiento de martillo.